# Scrancia sagittata
Scrancia sagittata är en fjärilsart som beskrevs av M.Gaede 1928. Scrancia sagittata ingår i släktet Scrancia och familjen tandspinnare. Inga underarter finns listade.